# 中二病でも恋がしたい! (アニメ)
『中二病でも恋がしたい！』（ちゅうにびょうでもこいがしたい）は、虎虎による同名のライトノベルを原作とした日本のアニメ作品。第1期は2012年10月から12月まで放送された。全12話+TV未放送1話。第1話と第12話のナレーションは大塚芳忠が務めた。第2期は『中二病でも恋がしたい！戀』のタイトルで2014年1月から3月まで放送された。
2013年9月14日には劇場版総集編『小鳥遊六花・改 〜劇場版 中二病でも恋がしたい！〜』が、2018年1月6日には新作劇場版『映画 中二病でも恋がしたい！ -Take On Me-』がそれぞれ公開された。

## プロモーション
第1期は、KAエスマ文庫初のテレビアニメ化作品として、京都アニメーションにてアニメ化企画が進行中であることが2011年12月28日にPV上で発表された。
2013年3月27日深夜に、TOKYO MXなどで放送された『たまこまーけっと』最終回放送後のCMと本作の公式サイトで、「契約更新」の告知と新キービジュアルが公開された。5月10日、第2期の制作決定が発表、ティザービジュアルが公開された。内容は原作小説の第2巻がベースとなる。9月14日の劇場版公開初日には2014年新春スタートであることが発表、11月30日に行われた『京アニ＆Do C・T・F・K 2013』のステージイベントにて、第2期のタイトルは『中二病でも恋がしたい！戀』（ちゅうにびょうでもこいがしたい れん）と発表された。

## あらすじ
高校生になった富樫勇太は、中二病だった過去と決別したが、入学式の前日の夜、自宅マンションの上の階から降りてきた眼帯をつけた少女と出会う。翌日、勇太は学校で彼女と再会。クラスメートになった小鳥遊六花は『邪王真眼』の持ち主と名乗る中二病で、勇太と半ば強引に「契約」を結び、勇太につきまとう。六花の後輩凸守早苗、昼寝好きの五月七日くみんも加わり、一同は同好会『極東魔術昼寝結社』を設立する。クラスメートの丹生谷森夏が入部を希望するが、彼女も元中二病だった。

## 登場人物

### 極東魔術昼寝結社の夏
富樫 勇太（とがし ゆうた）
声 - 福山潤
本作の主人公。高校入学を機に中二病だった過去と決別したが、六花につきまとわれ、彼女の面倒を見ることになる。
小鳥遊 六花（たかなし りっか）
声 - 内田真礼
本作のヒロイン。勇太のクラスメイト。眼帯を着け、妄想の世界に生きる中二病。
丹生谷 森夏（にぶたに しんか）
声 - 赤﨑千夏
美人で優等生だが、中学時代ネット上で「モリサマー」と名乗る中二病だった。中二病に原作ほど厳しくなく、面倒見のいい性格。後輩の凸守とは喧嘩が絶えないが、本心では彼女を可愛がっている。
五月七日 くみん（つゆり くみん）
声 - 浅倉杏美
アニメ版オリジナルキャラクター。勇太や六花の一学年上の先輩。「極東魔術昼寝結社の夏」部員の中では唯一（元も含め）中二病ではない。昼寝好きでマイ枕を持ち歩く。
凸守 早苗（でこもり さなえ）
声 - 上坂すみれ
アニメ版オリジナルキャラクター。六花の一学年下の後輩。六花を「マスター」と慕う中二病。丹生谷とは犬猿の仲で、常に喧嘩が絶えないが、本心では彼女に懐いている。

### その他の人物
一色 誠（いっしき まこと）
声 - 保志総一朗
勇太のクラスメイト。モテるために女生徒たちをチェックしている。
九十九 七瀬（つくも ななせ）
声 - 井上喜久子
勇太や六花のクラス担任の女性教師。六花の同好会設立に協力する。
小鳥遊 十花（たかなし とおか）
声 - 仙台エリ
アニメ版オリジナルキャラクター。六花の姉でレストランのシェフ。とある事情で六花と二人暮らし。原作小説第4巻にて存在が示唆される。
富樫樟葉（とがし くずは）
声 - 福原香織
富樫家の長女で、勇太の3歳年下の妹。
富樫夢葉（とがし ゆめは）
声 - 設楽麻美
富樫家の次女。
七宮 智音（しちみや さとね）
声 - 長妻樹里
第2期から登場。勇太と丹生谷を中二病に引き込んだ、現役中二病の少女。

## 用語

### アニメオリジナル用語
不可視境界線
六花が探し求める目標。この境界線の向こうに父が居ると信じ、探索のためにきめらを拾い、父と連絡を取るために通信機も用意している。また、境界線の探索は「管理局」に妨害されており、姉・十花はその先鋒「プリーステス」と設定している。不可視境界線の集積地は幼い六花が家族と暮らしていた家。
暗炎龍
不可視境界線の探索を終了した六花が次に探し求めるもので、勇太の内に眠る黒炎龍が闇の力を得て変化した存在だという。七宮によれば、3枚のコインを収集すると蘇るが、同時に六花は勇太への思いを断ち切らねばならないらしい。
妄想世界（拡張世界）
中二病の面々が呪文を唱えて展開・移行する空想で、複数のメンバーが認識を共有し、ここを舞台にバトルや騒動が繰り広げられる。
私立銀杏学園（しりついちょうがくえん）
主要登場人物が通う学校。第1期では勇太、六花、丹生谷、一色、くみんは高等部。凸守は中等部。高等部のモデルは旧鎌掛小学校の校舎。
極東魔術昼寝結社の夏
六花が設立させた同好会。部員は六花・勇太・くみん・凸守・丹生谷。

## スタッフ
- 原作 - 虎虎「中二病でも恋がしたい！」（KAエスマ文庫/京都アニメーション）[7][8]
- 監督 - 石原立也[7][8]
- シリーズ構成 - 花田十輝[7][8]
- キャラクター原案 - 逢坂望美
- キャラクターデザイン・総作画監督 - 池田和美[7][8]
- 美術監督 - 篠原睦雄[7][8]
- 色彩設定 - 竹田明代[7][8]
- 撮影監督 - 山本倫[7][8]
- 設定 - 高橋博行[7][8]
- 編集 - 重村建吾
- 音響監督 - 鶴岡陽太[7][8]
- 音楽 - 虹音
- 企画プロデューサー - 八田英明
- プロデューサー - 大橋永晴、中村伸一、斎藤滋
- アニメーション制作 - 京都アニメーション[7][8]
- 製作 - 中二病でも製作委員会[7][8]（京都アニメーション、ポニーキャニオン、ランティス、TBS）[注釈 2]

## 主題歌
「見上げてごらん夜の星を」を除き、本作の主題歌・キャラクターソング（後述のLiteと劇場版も含む）は全てZAQが作詞・作曲・編曲を手掛けている。
第1期
オープニングテーマ「Sparkling Daydream」
歌 - ZAQ
本放送の第3話までのオープニングアニメでは左右に絵とクレジットが交互に明滅する演出だったが、第4話以降および再放送時は一部を除いて絵とクレジットを一方に固定する演出に変更された。BDには、第2話のオープニングを「ディレクターズカット版」、第5話以後のオープニングを「通常版」として、両方とも収録している。なお、第1巻には特典映像として第3話・第4話のノンクレジット版オープニングを収録している。

エンディングテーマ「INSIDE IDENTITY」
歌 - Black Raison d'être（小鳥遊六花、丹生谷森夏、五月七日くみん、凸守早苗）
挿入歌
「始まりの種」（第8話）
歌 - ZAQ
「君のとなりに」（第10話）
歌 - ZAQ
「見上げてごらん夜の星を」（第10話）
作詞 - 永六輔 / 作曲 - いずみたく / 編曲 - 虹音 / 歌 - 小鳥遊六花（内田真礼）
坂本九の同名楽曲のカバー。本作のキャラクターソングでは唯一ZAQが関与していない。

第2期
オープニングテーマ「VOICE」
歌 - ZAQ / ストリングスアレンジ - 虹音
エンディングテーマ「Van!shment Th!s World」
歌 - Black Raison d'être

## 評価
BD第1期第1巻の初週推定売上は12,573枚、DVD第2期第1巻の初週推定売上は1,885枚をそれぞれ記録している。BD第2期第1巻の初週推定売上は5,455枚を記録している。
ライターのまにょは『中二病でも恋がしたい！』シリーズ自体が女性キャラクターが多いことから男性向けアニメであるとしたうえで、本作では「恋を取るか中二病を取るか」で悩む女性キャラクターが描かれており、このように悩む女性キャラクターたちの悩みは同性からみてもかなりリアルだと述べている。
「第36回アニメグランプリ」では女性キャラクター部門で小鳥遊六花が5位を獲得している。ニュータイプアニメアワード2013では女性キャラクター賞で小鳥遊六花が4位を獲得している。「読者が選ぶ2012年好きキャラ大賞」では新人賞で小鳥遊六花が3位、同賞で富樫勇太が6位を獲得している。「読者が選ぶ32年間のベストアニメ」（2013年）では女性キャラクター部門で小鳥遊六花が14位を獲得している。
アメリカのアニメ評価サイト「Anime Trending」が主催した「第1回 Anime Trending Awards」ではROMANCE ANIME OF THE YEAR部門で6位、SEQUEL OR NEW SEASON ANIME OF THE YEAR部門で6位をそれぞれ獲得している。

## 各話リスト

### 第1期
| Episode I     | 邂逅の…邪王真眼   | 花田十輝 | 石原立也   | 河浪栄作   | 引山佳代           |
| Episode II    | 旋律の…聖調理人   | 花田十輝 | 石原立也   | 三好一郎   | 植野千世子         |
| Episode III   | 異端なる…双尾娘   | 花田十輝 | 北之原孝將 | 北之原孝將 | 丸木宣明           |
| Episode IV    | 痛恨の…闇聖典     | 花田十輝 | 河浪栄作   | 河浪栄作   | 引山佳代           |
| Episode V     | 束縛の…十字架     | 花田十輝 | 内海紘子   | 内海紘子   | 門脇未来           |
| Episode VI    | 贖罪の…救世主     | 花田十輝 | 三好一郎   | 三好一郎   | 植野千世子         |
| Episode VII   | 追憶の…楽園喪失   | 花田十輝 | 坂本一也   | 坂本一也   | 高橋博行           |
| Episode VIII  | 二人だけの…逃避行 | 花田十輝 | 太田里香   | 太田里香   | 鴨居知世、西屋太志 |
| Episode IX    | 混沌の…初恋煩     | 花田十輝 | 北之原孝將 | 北之原孝將 | 丸木宣明           |
| Episode X     | 聖母の…弁当箱     | 花田十輝 | 武本康弘   | 武本康弘   | 内藤直             |
| Episode XI    | 片翼の堕天使      | 花田十輝 | 小川太一   | 河浪栄作   | 引山佳代           |
| Last episode  | 終天の契約        | 花田十輝 | 石立太一   | 石立太一   | 植野千世子         |
| Extra Episode | 煌めきの…聖爆誕祭 | -        | 内海紘子   | 内海紘子   | 門脇未来           |

### 第2期
| Episode I                | 復活の…邪王真眼       | 花田十輝 | 石原立也             | 石原立也   | 池田和美、池田晶子 西屋太志、植野千世子 |
| Episode II               | 海豚の…恋人契約       | 花田十輝 | 石原立也             | 雪村愛     | 植野千世子                              |
| Episode III              | 追撃の…魔法魔王少女   | 花田十輝 | 河浪栄作             | 河浪栄作   | 池田晶子、髙橋博行 門脇未来             |
| Episode IV               | 無垢なる…生徒会長選挙 | 花田十輝 | 武本康弘             | 武本康弘   | 秋竹斉一                                |
| Episode V                | 幻想の…昼寝迷宮       | 花田十輝 | 山田尚子、内海紘子   | 小川太一   | 西屋太志                                |
| Episode VI               | 躊躇いの…筑紫島周遊   | 花田十輝 | 北之原孝將           | 北之原孝將 | 内藤直                                  |
| Episode VII              | すれ違いの…心模様     | 花田十輝 | 山村卓也             | 山村卓也   | 引山佳代、内藤直 門脇未来               |
| Episode VIII             | 偽りの…精霊聖母       | 花田十輝 | 雪村愛               | 雪村愛     | 植野千世子                              |
| Episode IX               | 波打際の…究極奥義     | 花田十輝 | 石立太一、河浪栄作   | 河浪栄作   | 門脇未来                                |
| Episode X                | 真夏の夜の…雨と鞭     | 花田十輝 | 武本康弘             | 武本康弘   | 秋竹斉一                                |
| Episode XI               | 青き月の…最終決戦     | 花田十輝 | 藤田春香             | 藤田春香   | 西屋太志                                |
| Last Episode             | 黄昏の…上級契約       | 花田十輝 | 石原立也、北之原孝將 | 北之原孝將 | 内藤直、池田和美                        |
| Extra Episode （未放送） | 再生の…邪王真眼黙示録 | -        | 石原立也             | 石原立也   | 池田和美                                |

## 放送局
| 放送期間                 | 放送時間                     | 放送局       | 対象地域 | 備考                         |
| ------------------------ | ---------------------------- | ------------ | -------- | ---------------------------- |
| 2012年10月4日 - 12月20日 | 木曜 0:30 - 1:00（水曜深夜） | TOKYO MX     | 東京都   |                              |
|                          | 木曜 0:35 - 1:05（水曜深夜） | サンテレビ   | 兵庫県   |                              |
|                          | 木曜 1:00 - 1:30（水曜深夜） | KBS京都      | 京都府   |                              |
|                          | 木曜 2:05 - 2:35（水曜深夜） | テレビ愛知   | 愛知県   | [ 注釈 5 ]                   |
|                          | 木曜 22:00 - 22:30           | アニマックス | 日本全域 | BS/CS放送 / リピート放送あり |
| 2012年10月6日 - 12月22日 | 土曜 22:00 - 22:30           | アニマックス | 日本全域 | BS/CS放送 / BSのみ無料放送   |
| 2012年10月8日 - 12月24日 | 月曜 0:00 - 0:30（日曜深夜） | BS11         | 日本全域 | BS放送 / 『ANIME+』枠 /      |

| 配信開始日     | 配信時間                  | 配信サイト      | 備考             |
| -------------- | ------------------------- | --------------- | ---------------- |
| 2012年10月10日 | 水曜 0:00（火曜深夜）更新 | TBSオンデマンド |                  |
|                | 水曜 23:30 - 翌0:00       | ニコニコ生放送  | タイムシフトなし |

| 放送日         | 放送時間                     | 放送局     | 対象地域 | 備考                  |
| -------------- | ---------------------------- | ---------- | -------- | --------------------- |
| 2013年12月26日 | 木曜 0:30 - 1:00（水曜深夜） | TOKYO MX   | 東京都   |                       |
|                | 木曜 1:30 - 2:00（水曜深夜） | KBS京都    | 京都府   |                       |
|                | 木曜 2:00 - 2:30（水曜深夜） | サンテレビ | 兵庫県   |                       |
|                | 木曜 2:05 - 2:35（水曜深夜） | テレビ愛知 | 愛知県   |                       |
| 2013年12月30日 | 月曜 0:00 - 0:30（日曜深夜） | BS11       | 日本全域 | BS放送 / 『ANIME+』枠 |

| 放送期間                | 放送時間                     | 放送局       | 対象地域 | 備考                         |
| ----------------------- | ---------------------------- | ------------ | -------- | ---------------------------- |
| 2014年1月9日 - 3月27日  | 木曜 0:30 - 1:00（水曜深夜） | TOKYO MX     | 東京都   |                              |
|                         |                              | サンテレビ   | 兵庫県   |                              |
|                         | 木曜 1:00 - 1:30（水曜深夜） | KBS京都      | 京都府   |                              |
|                         | 木曜 2:05 - 2:35（水曜深夜） | テレビ愛知   | 愛知県   | [ 注釈 7 ]                   |
| 2014年1月13日 - 3月31日 | 月曜 0:00 - 0:30（日曜深夜） | BS11         | 日本全域 | BS放送 / 『ANIME+』枠 /      |
| 2014年1月22日 - 4月9日  | 水曜 23:30 - 翌0:00          | アニマックス | 日本全域 | BS/CS放送 / リピート放送あり |

| 配信開始日    | 配信時間                  | 配信サイト         | 備考             |
| ------------- | ------------------------- | ------------------ | ---------------- |
| 2014年1月15日 | 水曜 0:00（火曜深夜）更新 | TBSオンデマンド    |                  |
|               | 水曜 12:00 更新           | バンダイチャンネル |                  |
|               | 水曜 23:30 - 翌0:00       | ニコニコ生放送     | タイムシフトなし |

| 放送期間                | 放送時間           | 放送局           | 対象地域 | 備考                                              |
| ----------------------- | ------------------ | ---------------- | -------- | ------------------------------------------------- |
| 2014年1月10日 - 3月28日 | 金曜 23:00 - 23:30 | アニマックス韓国 | 韓国全域 | CS放送 / IP放送 / ケーブルテレビ / 韓国語字幕あり |

## ミニアニメ
『中二病でも恋がしたい！ Lite』は、公式サイトおよびYouTubeで配信された短編エピソード。全6話。テレビアニメとは別のオープニングとエンディングを使用している。配信版にはキャストやスタッフなどのクレジット表示はないが、BD / DVDの第7巻にクレジット表記付きで収録されている。
2013年12月26日より第2期の『中二病でも恋がしたい！戀 Lite』を配信。全6話。

### スタッフ（Lite）
- 監督 - 石原立也
- キャラクターデザイン・総作画監督 - 池田和美
- シリーズ構成 - 花田十輝
- 美術 - 篠原睦雄
- 色彩設計 - 竹田明代
- 撮影監督 - 山本倫
- 設定 - 高橋博行
- 音響監督 - 鶴岡陽太
- 音響制作 - 楽音舎
- 音楽制作 - ランティス
- 音楽プロデューサー - 斎藤滋
- 音楽 - 虹音
- 音楽A&R - 松本孝之（第1期）、高村友紀（第2期）
- 制作協力 - アニメーションDo
- アニメーション制作 - 京都アニメーション
- 製作 - 中二病でも製作委員会（京都アニメーション、ポニーキャニオン、ランティス、TBS）

### 主題歌（Lite）
全て、歌 - ZAQ
第1期
オープニングテーマ「君へ」
エンディングテーマ「漆黒に躍る弧濁覇王節」

第2期
エンディングテーマ「深淵に舞う戦慄謝肉祭」

### 各話リスト（Lite）

#### 第1期
| 第1話 | バレーボール         | 花田十輝、西岡麻衣子 | 太田里香 | 鴨居知世、堀口悠紀子 | 2012年 9月27日 |
| 第2話 | 邪王真眼・黎明篇     | 花田十輝、西岡麻衣子 | 太田里香 | 鴨居知世、堀口悠紀子 | 10月4日        |
| 第3話 | わたしのお兄ちゃん   | 花田十輝、西岡麻衣子 | 太田里香 | 鴨居知世、堀口悠紀子 | 10月11日       |
| 第4話 | 肉じゃが作るよ！     | 花田十輝、西岡麻衣子 | 太田里香 | 鴨居知世、堀口悠紀子 | 10月18日       |
| 第5話 | 眠れる放課後の美少女 | 花田十輝、西岡麻衣子 | 太田里香 | 鴨居知世、堀口悠紀子 | 10月25日       |
| 第6話 | 凸守 VS 丹生谷       | 花田十輝、西岡麻衣子 | 太田里香 | 鴨居知世、堀口悠紀子 | 11月1日        |

#### 第2期
| 第1話 | こたつむり                                      | 西岡麻衣子 | 山村卓也 | 引山佳代 | 2013年 12月26日 |
| 第2話 | ものもらい、めばちこ 或いは めいぼ と言う名の病 | 西岡麻衣子 | 山村卓也 | 引山佳代 | 2014年 1月16日  |
| 第3話 | 邪王真眼風雲編                                  | 西岡麻衣子 | 山村卓也 | 引山佳代 | 1月29日         |
| 第4話 | 凸守 VS 丹生谷 (2)                              | 西岡麻衣子 | 山村卓也 | 引山佳代 | 2月13日         |
| 第5話 | わたしのお兄ちゃん(3) キャンプ編                | 西岡麻衣子 | 山村卓也 | 引山佳代 | 2月27日         |
| 第6話 | 大天使召喚                                      | 西岡麻衣子 | 山村卓也 | 引山佳代 | 3月13日         |

## 映像特典

### 映像特典（第1期）
『DEPTH OF FIELD 〜 愛と憎しみ劇場』はBD&DVD各巻収録の未放送ショートムービー。全7話。最終戦争後の世界を舞台に、六花と凸守が愛と憎しみの巨大ロボットバトルを繰り広げる。

#### 各話リスト（映像特典（第1期））
| 1 | DEPTH OF FIELD Phase I     | 石原立也 | 池田和美 | 澤真平 |
| 2 | DEPTH OF FIELD Phase II    | 石原立也 | 池田和美 | 澤真平 |
| 3 | DEPTH OF FIELD Phase III   | 石原立也 | 池田和美 | 澤真平 |
| 4 | DEPTH OF FIELD Phase IV    | 石原立也 | 池田和美 | 澤真平 |
| 5 | DEPTH OF FIELD Phase V     | 石原立也 | 池田和美 | 澤真平 |
| 6 | DEPTH OF FIELD Last Phase  | 石原立也 | 池田和美 | 澤真平 |
| 7 | DEPTH OF FIELD Extra Phase | 石原立也 | 池田和美 | 澤真平 |

### 映像特典（第2期）
第2期Blu-ray&DVD各巻収録の映像特典は未放送ショートムービー。

#### 各話リスト（映像特典（第2期））
| 話数 | サブタイトル           | 脚本       | 絵コンテ・演出 | 作画監督 |
| ---- | ---------------------- | ---------- | -------------- | -------- |
| 1    | こたつ DE しりとり     | 西岡麻衣子 | 石原立也       | 池田和美 |
| 2    | こたつ DE ODANGO DANGI | 西岡麻衣子 | 石原立也       | 池田和美 |
| 3    | こたつ DE 凸守の嫁     | 西岡麻衣子 | 石原立也       | 池田和美 |
| 4    | こたつ DE NABE DANGI   | 西岡麻衣子 | 石原立也       | 池田和美 |
| 5    | 浜辺 DE 古今東西       | 西岡麻衣子 | 石原立也       | 池田和美 |
| 6    | 放浪 DE きめら         | 西岡麻衣子 | 石原立也       | 池田和美 |
| 7    | 部室 DE 補習           | 西岡麻衣子 | 石原立也       | 池田和美 |

## 関連商品

### BD / DVD
| 巻数 | 発売日         | 収録話                 | 規格品番   | 規格品番   |
| 巻数 | 発売日         | 収録話                 | BD         | DVD        |
| ---- | -------------- | ---------------------- | ---------- | ---------- |
| 1    | 2012年12月19日 | 第1話 - 第2話          | PCXE-50241 | PCBE-54171 |
| 2    | 2013年1月16日  | 第3話 - 第4話          | PCXE-50242 | PCBE-54172 |
| 3    | 2013年2月20日  | 第5話 - 第6話          | PCXE-50243 | PCBE-54173 |
| 4    | 2013年3月20日  | 第7話 - 第8話          | PCXE-50244 | PCBE-54174 |
| 5    | 2013年4月17日  | 第9話 - 第10話         | PCXE-50245 | PCBE-54175 |
| 6    | 2013年5月15日  | 第11話 - 第12話        | PCXE-50246 | PCBE-54176 |
| 7    | 2013年6月19日  | 「Lite」全6話 + 第13話 | PCXE-50247 | PCBE-54177 |

| 巻数 | 発売日        | 収録話                    | 規格品番   | 規格品番   |
| 巻数 | 発売日        | 収録話                    | BD         | DVD        |
| ---- | ------------- | ------------------------- | ---------- | ---------- |
| 1    | 2014年3月19日 | 第1話 - 第2話             | PCXE-50371 | PCBE-54501 |
| 2    | 2014年4月16日 | 第3話 - 第4話             | PCXE-50372 | PCBE-54502 |
| 3    | 2014年5月21日 | 第5話 - 第6話             | PCXE-50373 | PCBE-54503 |
| 4    | 2014年6月18日 | 第7話 - 第8話             | PCXE-50374 | PCBE-54504 |
| 5    | 2014年7月16日 | 第9話 - 第10話            | PCXE-50375 | PCBE-54505 |
| 6    | 2014年8月20日 | 第11話 - 第12話           | PCXE-50376 | PCBE-54506 |
| 7    | 2014年9月17日 | 「戀 Lite」全6話 + 第13話 | PCXE-50377 | PCBE-54507 |

### 音楽CD
| 発売日         | タイトル                                                                                      | 規格品番                 |
| -------------- | --------------------------------------------------------------------------------------------- | ------------------------ |
| 2012年10月24日 | Sparkling Daydream                                                                            | LACM-34012（初回限定盤） |
| 2012年10月24日 | Sparkling Daydream                                                                            | LACM-14012（通常盤）     |
| 2012年11月21日 | INSIDE IDENTITY                                                                               | LACM-14026               |
| 2012年12月26日 | 中二病でも恋がしたい！ ボーカルミニアルバム 暗黒虹彩楽典                                      | LACA-15262               |
| 2013年1月9日   | Sound of a small love & chu-2 byo story 〜中二病でも恋がしたい！ オリジナルサウンドトラック〜 | LACA-9258/9              |
| 2014年1月29日  | VOICE                                                                                         | LACM-34179（初回限定盤） |
| 2014年1月29日  | VOICE                                                                                         | LACM-14179（通常盤）     |
| 2014年2月5日   | Van!shment Th!s World                                                                         | LACM-14184               |
| 2013年9月11日  | 小鳥遊六花・改~劇場版 中二病でも恋がしたい!~ 主題歌集 ~中二病奥義・三曲の極み~                | LACM-14132               |
| 2013年9月11日  | 小鳥遊六花・改~劇場版 中二病でも恋がしたい!~ オリジナルサウンドトラック                       | LACA-9305/6              |
| 2014年4月2日   | 中二病でも恋がしたい！戀 キャラクターソングミニアルバム 輝きの幻夢舞台                        | LACA-15397               |
| 2014年4月2日   | 中二病でも恋がしたい！戀 オリジナルサウンドトラック                                           | LACA-9344/5              |
| 2018年1月10日  | JOURNEY                                                                                       | LACM-14702               |
| 2018年1月10日  | 映画 中二病でも恋がしたい!-Take On Me- オリジナルサウンドトラック                             | LACA-9567/8              |

### ドラマCD
中二病でも恋がしたい！ ドラマCD 極東魔術昼寝結社の夏に聞く黙示録
時系列は同好会結成から1か月後にあたる（劇中での六花の台詞より）。2013年2月27日発売。品番：LACA-15274。
中二病でも恋がしたい！戀 ドラマCD 愛の天秤に揺れる抒情詩
2014年3月19日発売。品番：LACA-15375。

### ラジオCD
| ラジオCD「中二病でも恋がしたい！ 〜闇の炎に抱かれて聴け〜」 | ラジオCD「中二病でも恋がしたい！ 〜闇の炎に抱かれて聴け〜」 | ラジオCD「中二病でも恋がしたい！ 〜闇の炎に抱かれて聴け〜」 | ラジオCD「中二病でも恋がしたい！ 〜闇の炎に抱かれて聴け〜」 |
| Vol                                                         | 発売日                                                      | 収録内容                                                    | 規格品番                                                    |
| ----------------------------------------------------------- | ----------------------------------------------------------- | ----------------------------------------------------------- | ----------------------------------------------------------- |
| 1                                                           | 2013年2月13日                                               | 新規撮り下ろし特別版+本編配信回／#01 - #10                  | PCCG-90089                                                  |
| 2                                                           | 2013年4月26日                                               | 新規撮り下ろし特別版+本編配信回／#11 - #20                  | PCCG-90090                                                  |
| 3                                                           | 2013年8月28日                                               | 新規撮り下ろし特別版+本編配信回／#21 - #30                  | PCCG-90091                                                  |
| 4                                                           | 2013年12月25日                                              | 新規撮り下ろし特別版+本編配信回／#31 - #40                  | PCCG-90092                                                  |
| 5                                                           | 2014年4月25日                                               | 新規撮り下ろし特別版+本編配信回／#41 - #50                  | PCCG-90121                                                  |
| 6                                                           | 2014年4月25日                                               | 新規撮り下ろし特別版+本編配信回／#51 - #60                  | PCCG-90122                                                  |
| 7                                                           | 2014年7月2日                                                | 新規撮り下ろし特別版+本編配信回／#61 - #70                  | PCCG-90127                                                  |
| 8                                                           | 2014年8月29日                                               | 新規撮り下ろし特別版+本編配信回／#71 - #80                  | PCCG-90131                                                  |
| 9                                                           | 2014年8月29日                                               | 公開録音収録+本編配信回／#81 - #94                          | PCCG-90132                                                  |

## 劇場版アニメ

### 小鳥遊六花・改 〜劇場版 中二病でも恋がしたい！〜
『小鳥遊六花・改 〜劇場版 中二病でも恋がしたい！〜』（たかなしりっか かい げきじょうばん ちゅうにびょうでもこいがしたい）のタイトルで、2013年9月14日より公開。テレビシリーズ第1期を六花の視点で構成し直した総集編に、新作映像を追加した。Lite「わたしのお兄ちゃん2」も上映された。
全国27館という小規模公開ながら映画観客動員ランキング（興行通信社調べ）で初登場第9位となり、土日2日間のスクリーンアベレージでは第1位となった。最終興収は2億2300万円。

#### あらすじ（小鳥遊六花・改）
2年後、遂に勇太と六花は結ばれることとなった。教会で華燭の典を挙げる2人を家族や同好会のメンバーが祝う。だが、慕うマスターの婚姻を承服できず1人姿を見せなかった凸守は機を見て式の妨害にかかる。メンバーは妄想世界に移行してそれぞれの技を繰り出してぶつけ合い、式は台無しに…という夢から覚めた六花は、二人の馴れ初めからこれまでの出来事を振り返る。
その頃、勇太は六花の祖父母宅で、彼女がこれまで通り母とマンションで暮らせる様に計らうべく交渉する。祖父は渋るが六花の母や十花の口添えを得てなんとか了承をひきだした。母は暫くマンションを離れ六花は独りで暮らすことが決まったが、祖父の手違いから彼女の部屋は解約されてしまう。一方勇太の家族はジャカルタで生活することになり、マンションには勇太独りが残された。結局、二人きりで生活することとなる。
そして、一人の少女が「勇者」を求めて電車で街へやってきた。彼女は魔力で扉を開き、菱山駅に降り立つ。

#### スタッフ（小鳥遊六花・改）
- 原作 - 虎虎「中二病でも恋がしたい！」（KAエスマ文庫/京都アニメーション）[25]
- 監督 - 石原立也[25]
- 脚本 - 花田十輝[25]
- キャラクターデザイン・総作画監督 - 池田和美[25]
- キャラクター原案 - 逢坂望美[25]
- クリーチャーデザイン - 澤真平
- 美術監督 - 篠原睦雄[25]
- 設定 - 高橋博行[25]
- 色彩設定 - 竹田明代[25]
- 撮影監督 - 山本倫[25]
- 音響監督 - 鶴岡陽太[25]
- 音楽 - 虹音[25]
- 企画プロデューサー - 八田英明
- プロデューサー - 大橋永晴、中村伸一、斎藤滋
- アニメーション制作 - 京都アニメーション[25]
- 製作 - 『小鳥遊六花・改』〜劇場版 中二病でも恋がしたい！〜製作委員会（京都アニメーション、ポニーキャニオン、ランティス、TBS）
- 配給 - 松竹[25]

Lite版スタッフ
- 絵コンテ・演出 - 石原立也
- 作画監督 - 池田和美
- 製作 - 中二病でも製作委員会

#### 製作（小鳥遊六花・改）
監督の石原立也によれば2期の話が先に挙がっており、その後に1期と2期の間の映画を製作できないかとプロデューサーから提案されたことで、1期と2期を繋ぐ総集編の製作が決定したとのこと。本作では「単なる総集編ではなく第1期と第2期をつなぐブリッジ的な要素を持つ映画にしたい」という石原の考えから新規映像が追加された。
テレビシリーズとの違いとしては従来の勇太視点から六花視点に変更されていることや、劇場版向けに音楽が新たに作り直されている。石原は六花視点になることにより、1期でギャグシーンだったものが真剣で切ないシーンに見えたりすると話している。なお、既存の映像は特に修正されていない。
石原はファンムービー的な作品になるようにエピソードを取捨選択しており、本作で2人のラブストーリーが強調されているのは2期への布石であると話している。また、尺の問題からストーリーを追うことは困難だと判断してシリアスな展開は取り入れなかったとも話している。

#### 主題歌（小鳥遊六花・改）
オープニング曲「-Across the line-」
歌 - 小鳥遊六花（内田真礼）
エンディング曲「Secret Survivor」
歌 - Black Raison d'être（小鳥遊六花、丹生谷森夏、五月七日くみん、凸守早苗）
エンディング曲「INSIDE IDENTITY」
歌 - Black Raison d'être（小鳥遊六花、丹生谷森夏、五月七日くみん、凸守早苗）
Liteエンディング曲「深淵に舞う戦慄謝肉祭」
歌 - ZAQ

#### BD / DVD（小鳥遊六花・改）
- 『小鳥遊六花・改～劇場版 中二病でも恋がしたい！～』2014年2月19日 本編97分

### 映画 中二病でも恋がしたい！ -Take On Me-
『 映画 中二病でも恋がしたい！ -Take On Me-』（えいが ちゅうにびょうでもこいがしたい テイクオンミー）のタイトルで、2018年1月6日より公開開始。テレビアニメ版第2期『中二病でも恋がしたい！戀』の続編で、高校3年への進級を控えた時期を描く。
全国72スクリーンで公開され、2018年1月6日・7日の映画観客動員数ランキング（興行通信社調べ）で初登場第6位を獲得。また、ぴあの調査による初日満足度ランキングでは満足度91.7点を経て第3位になった。

#### あらすじ（-Take On Me-）
相も変わらず妄想に耽る六花の学業は奮わず高校3年次への進級も「おまけ」で認められる有様で、大学受験も絶望的だった。この惨状に接した姉・十花はイタリアへ母を呼ぶのに合わせ六花も連れて行くと言い出す。引き裂かれることに悩む勇太と六花にメンバーは駆け落ちを薦め、翌払暁、二人はあてどもなく京都に向かう。一方、二人の駆け落ちを知った十花は入手した極秘の写真をネタに丹生谷と凸守を脅迫し、二人の追跡に駆り立てる。彼女等の追跡をかわして神戸に移動した勇太と六花の前に、スマホの位置情報を手がかりに先回りした十花が立ちはだかる。彼女の最後通告をうけて、なおも逃亡を続ける二人はお城のホテルに当日の宿を取ろうとするも失敗。移動と睡眠を兼ねて夜行バスで東の都へ向かう。
束の間の大都会の雰囲気を愉しんだ後、勇太は六花の母に会う事を思い立つが、彼女は今、北の大地に住んでいるという。間近に迫った丹生谷と凸守をやりすごし、飛行機で北の大地へ飛んで母のマンションを訪ねるが不在。六花が連絡すると一両日は仕事で函館に居るという。二人は寝台列車で函館へ向かうが、勇太が母に会って今後の事を相談すると聞いた六花の胸に様々な思いが錯綜する。
翌朝、勇太が目覚めると、六花は前日に贈った指輪を残して姿を消していた。六花を連れてこられなかった事を詫びる勇太に、母は、既に六花が自分の許に来ていると告げる。その後、追いついてきたメンバーの助けを得て、勇太と六花は再会し、お互いへの気持ちを確かめる。
メンバーから贈られた長距離フェリーの船旅の夜、デッキに出た勇太と六花は妄想の限りを尽くし、今後の決意を電子メールに託して十花に送る。

#### スタッフ（-Take On Me-）
- 原作 - 虎虎「中二病でも恋がしたい！」（KAエスマ文庫/京都アニメーション）[30]
- 監督 - 石原立也[30]
- 脚本 - 花田十輝[30]
- キャラクターデザイン - 池田和美[30]
- 美術監督 - 篠原睦雄[30]
- 色彩設定 - 竹田明代[30]
- 設定 - 高橋博行[30]
- 撮影監督 - 浦彰宏[30]
- 3D監督 - 山本倫[30]
- CG監督 - 植田弘貴
- 音響監督 - 鶴岡陽太[30]
- 音楽 - 虹音[30]
- 企画プロデューサー - 八田英明
- プロデューサー - 大橋永晴、中村伸一、斎藤滋、田中豪
- アニメーション制作 - 京都アニメーション[30]
- 製作 - 中二病でも製作委員会[30]
- 配給 - 松竹[30]

#### 主題歌（-Take On Me-）
オープニング曲「JOURNEY」
歌 - ZAQ
挿入歌「Please,Take on me♡」
歌 - ZAQ
挿入歌「Sparkling Daydream」
歌 - ZAQ
エンディング曲「こころのなまえ」
歌 - ZAQ

#### BD / DVD（-Take On Me-）
- 『映画 中二病でも恋がしたい！ -Take On Me-』2018年7月18日 本編94分
  - BDの初週推定売上は5,010枚[31]、DVDの初週推定売上は859枚をそれぞれ記録している[32]。

## Webラジオ
中二病でも恋がしたい！ 〜闇の炎に抱かれて聴け〜
2012年10月1日から2014年7月14日まで音泉で毎週月曜日に配信されていたラジオ番組。パーソナリティは、内田真礼（小鳥遊六花 役）、赤﨑千夏（丹生谷森夏 役）、浅倉杏美（五月七日くみん 役）、上坂すみれ（凸守早苗 役）。

### 公開生放送
『中二病でも恋がしたい！ 〜闇の炎に抱かれて聴け〜 暗黒ミサの会』（ちゅうにびょうでもこいがしたい やみのほのおにだかれてきけ あんこくみさのかい）とし、ニコニコ生放送で映像配信を2012年10月18日から2014年3月20日まで不定期配信をした。この配信後、音泉にて音声のみの配信をする。また、回数は数字ではなく下記の表記になっている。特別公開録音ではDVD・BDでのチケット当選者のみ会場に参加できる。また、（2014年7月5日から2014年7月6日）＜音泉＞10周年記念番組、24時間ニコニコ生放送の番組内として公開録音、夜の部トークパートの模様を配信しライブパートは会場のみ。この公開録音にてニコニコ生放送・公開生放送は最終回。
- 中二病でも恋がしたい！ 〜闇の炎に抱かれて聴け〜 暗黒ミサの会 其の壱
- 中二病でも恋がしたい！ 〜闇の炎に抱かれて聴け〜 暗黒ミサの会 其の弐
- 中二病でも恋がしたい！ 〜闇の炎に抱かれて聴け〜 暗黒ミサの会 其の参
- 中二病でも恋がしたい！ 〜闇の炎に抱かれて聴け〜 暗黒ミサの会 其の四
- 中二病でも恋がしたい！ 〜闇の炎に抱かれて聴け〜 暗黒ミサの会 其の五
- 中二病でも恋がしたい！ 〜闇の炎に抱かれて聴け〜 暗黒ミサの会 其の陸
- 中二病でも恋がしたい！ 〜闇の炎に抱かれて聴け〜 超暗黒ミサの会（仮）
- 中二病でも恋がしたい！ 〜闇の炎に抱かれて聴け〜 超暗黒ミサの会・如月
- 中二病でも恋がしたい！ 〜闇の炎に抱かれて聴け〜 超暗黒ミサの会・弥生
- 中二病でも恋がしたい！ 〜闇の炎に抱かれて聴け〜 超暗黒ミサの会・卯月
- 中二病でも恋がしたい！ 〜闇の炎に抱かれて聴け〜 暗黒ミサの会・改
- 中二病でも恋がしたい！ 〜闇の炎に抱かれて聴け〜 暗黒ミサの会・改改
- 中二病でも恋がしたい！ 〜闇の炎に抱かれて聴け〜 暗黒ミサの会・戀
- 中二病でも恋がしたい！ 〜闇の炎に抱かれて聴け〜 暗黒ミサの会・戀その2
- 中二病でも恋がしたい！ 〜闇の炎に抱かれて聴け〜 暗黒ミサの会・戀その3
- 中二病でも恋がしたい！ 〜闇の炎に抱かれて聴け〜 暗黒ミサの会・戀その4
- 中二病でも恋がしたい！ 〜闇の炎に抱かれて聴け〜 暗黒ミサの会・戀その5
- 中二病でも恋がしたい！ 〜闇の炎に抱かれて聴け〜 暗黒ミサの会・戀その6
- ニコニコ超会議3　2014年4月26日、「中二病でも恋がしたい！」ラジオ VS「悪魔のリドル」ラジオ ガチンコバトルステージ
- 中二病でも恋がしたい！ 〜闇の炎に抱かれて聴け〜 公開録音（会場にはチケット当選者のみ参加、音泉10周年記念番組内、2014年7月6日）
- 中二病でも恋がしたい！ 〜闇の炎に抱かれて聴け〜暗黒ミサの会〜集〜（ニコニコ生放送：2016年5月27日）Blu-ray BOX発売を記念で2年の時を越えて再結成。

## 主なタイアップ
京阪電気鉄道は石山坂本線にて2014年3月18日より同線を走行する600形電車609Fに本作のラッピングを施して2015年7月31日まで運行。また同社では2014年4月26日より浜大津駅にて記念乗車券を3000部発売している。2015年3月31日で発売終了（有効期間満了のため）。
- 運行期間中には同じ京都アニメーション制作のアニメ『けいおん!』(700形電車709F。2014年10月6日 - 2015年3月31日)と『響け!ユーフォニアム』（600形電車619F。2015年7月25日 - 2017年3月31日 本作との並びは2015年7月31日まで)も石山坂本線にてラッピング電車を運行したため、本作との京アニ作品同士の並びが見られた。

## 主なイベント
- 『中二病でも恋がしたい！』ラジオ VS 『悪魔のリドル』ラジオ ガチンコバトルステージ@ニコニコ超会議3

2014年4月26日に幕張メッセにて開催。出演は内田真礼・赤﨑千夏・浅倉杏美・上坂すみれ・諏訪彩花・大坪由佳。このうち浅倉は両作に出演している（内田は後者に関してはオープニングテーマを担当）。